# Port lotniczy El Paso
Port lotniczy El Paso (IATA: ELP, ICAO: KELP) – port lotniczy położony 6 km na północny wschód od El Paso, w stanie Teksas, w Stanach Zjednoczonych.

## Linie lotnicze i połączenia

### Pirs A
- American Airlines (Chicago-O'Hare [sezonowo], Dallas/Fort Worth)
- American Eagle Airlines (Chicago-O'Hare, Los Angeles)

### Pirs B
- Alaska Airlines obsługiwane przez Horizon Air (San Diego [od 16 lutego 2019][2], Seattle-Tacoma [od 16 lutego 2019][2])
- Continental Airlines (Houston Intercontinental)
- Continental Express obsługiwane przez ExpressJet Airlines (Houston Intercontinental)
- Delta Air Lines (Atlanta)
- Delta Connection obsługiwane przez Shuttle America (Atlanta)
- Southwest Airlines (Albuquerque, Austin, Dallas-Love, Houston-Hobby, Las Vegas, Los Angeles, Phoenix, San Antonio, San Diego)
- United Express obsługiwane przez ExpressJet Airlines (Denver)
- United Express obsługiwane przez Mesa Airlines (Chicago-O'Hare)
- United Express obsługiwane przez SkyWest (Chicago-O’Hare, Denver, Houston-Intercontinental, Los Angeles)
- US Airways Express obsługiwane przez Mesa Airlines (Phoenix)